# Šandrovac
Šandrovac je vesnice a správní středisko stejnojmenné opčiny v Chorvatsku ve Bjelovarsko-bilogorské župě. Nachází se na úpatí pohoří Bilogora, asi 16 km východně od Bjelovaru. V roce 2011 žilo v Šandrovaci 710 obyvatel, v celé opčině pak 1 776 obyvatel.
Součástí opčiny je celkem sedm trvale obydlených vesnic.
- Jasenik – 55 obyvatel
- Kašljavac – 153 obyvatel
- Lasovac – 561 obyvatel
- Lasovac Brdo – 9 obyvatel
- Pupelica – 171 obyvatel
- Ravneš – 117 obyvatel
- Šandrovac – 710 obyvatel

Opčinou procházejí župní silnice Ž2232, Ž3027 a Ž3029. Protéká zde potok Šandrovačka, který je pravostranným přítokem řeky Česmy.